# 赤迫停留場
赤迫停留場（あかさこていりゅうじょう、赤迫電停）は、長崎県長崎市中園町にある長崎電気軌道赤迫支線の停留場。駅番号は11。
1号・2号・3号各系統の起終点で、長崎電気軌道の北の終点。日本最西端の路面電車停留場でもある。

## 歴史
赤迫停留場は1960年（昭和35年）、本線の住吉停留場から路線が延伸したのに伴い新たな終点として開業した。電車開通前の当地は道路も未舗装で端には川が流れていたが、路線開通にあたって川を埋め立てて道路が整備された。
1973年（昭和48年）には赤迫から北にある滑石地区までの延伸案が発表されたが、実現には至らなかった。なお、長崎市は道路の拡幅に莫大な費用が掛かることなどから、北部延伸については事実上断念している。

### 年表
- 1960年（昭和35年）5月8日：住吉から赤迫までの区間の営業開始に合わせて開業[3][6]。
- 2015年（平成27年）3月28日：停留場の延長工事が竣工[7]。

## 構造
赤迫停留場は併用軌道区間にあり、道路上にホームが設けられる。ホームは低床式で、単線の軌道の片側（住吉寄りから見て左側）に1面のみの片面ホーム。停留場のすぐ先に分岐器があり、そこからは複線となる。ホーム長は53メートルと長崎電軌では一番長く、電車が3両縦列に停車可能。ほとんど目立たないが長崎駅前寄りから1番のりば、2番のりば、3番のりばと番号が振られている。
停留場から徒歩すぐの所にある赤迫配車室では、停留場の分岐器・信号の制御を行っている。赤迫配車室ではnagasaki nimocaや一日乗車券も発売しているほか、適宜録音によらない放送も流している。nagasaki nimocaの積み増しは機械で行っている。

## 利用状況
長崎電軌の調査によると1日の乗降客数は以下の通り。
- 1998年 - 5,602人[3]
- 2015年 - 4,600人[11]

1日平均の乗車人員・乗降人員の推移は以下の通り。
| 年度   | 1日平均 乗車人員 | 1日平均 乗降人員 |
| ------ | ---------------- | ---------------- |
| 2011年 | 2,200            | 4,489            |
| 2012年 | 2,100            | 4,196            |
| 2013年 | 2,167            | 4,300            |
| 2014年 | 2,230            | 4,500            |
| 2015年 | 2,304            | 4,600            |

## 周辺
停留場が開業した当時は住宅もまばらだったが、長崎市中心部から人口が移ってきたために開発が進み、都市化が進んでいる。停留場が置かれている国道206号は市の北部と中心部を結ぶ幹線道路で、朝のラッシュ時には渋滞が激しい。
- 赤迫保育園
- トヨタレンタリース赤迫

### バス路線
停留場のやや北寄りに長崎バス・県営バスの「赤迫」バス停留所がある。朝のラッシュ時には北部の滑石・時津・長与方面からバスを利用し、当停留場で電車に乗り換える乗客が多い。
- 長崎バス：滑石・時津・長与方面 - 赤迫 - 長崎駅前・長崎新地方面
- 県営バス：滑石方面 - 赤迫 - 長崎駅前・中央橋・長崎東中学校・高校方面

## 隣の停留場
長崎電気軌道
赤迫支線
赤迫停留場 (11) - 住吉停留場 (12)